# Karstia
Genre
Karstia est un genre d'araignées aranéomorphes de la famille des Theridiosomatidae.

## Distribution
Les espèces de ce genre sont endémiques de Chine. Elles se rencontrent dans des grottes du Guizhou et de Chongqing.

## Liste des espèces
Selon World Spider Catalog (version 24.5, 27/08/2023) :
- Karstia cordata Dou & Lin, 2012
- Karstia upperyangtzica Chen, 2010

## Systématique et taxinomie
Ce genre a été décrit par Chen en 2010 dans les Theridiosomatidae.

## Publication originale
- Chen, 2010 : « Karstia, a new genus of troglophilous theridiosomatid (Araneae, Theridiosomatidae) from southwestern China. » Guizhou Science, vol. 28, no 4, p. 1-10.